# اینولیناز
اینولیناز (عدد گروه آنزیم 3.2.1.7، اینولاز، اندوآنولیناز، اندو اینولیناز، اگزوئینولیناز، ۱٬۲-بتا-D-فروکتان فروکتانوهیدرولاز) آنزیمی با نام سیستماتیک فروکتانوهیدرولاز ۱-بتا-D-فروکتان است. این آنزیم واکنش شیمیایی زیر را کاتالیز می‌کند
اندوهیدرولیز از (۲-> ۱) -بتا-D-فروکتوزیدیک در اینولین